# Râul Șcheiu, Râul Șes
Râul Șcheiu este un curs de apă, afluent al Râului Șes. 

## Hărți
- Harta județului Caraș-Severin
- Harta Munților Godeanu  Arhivat în 11 octombrie 2008, la Wayback Machine.